# Пэйдж, Джордж
Джордж Пэйдж (англ. George Page, 27 октября 1890, Глазго — 26 июня 1953, Эдинбург) — шотландский шахматист.
Один из сильнейших шахматистов Шотландии 1920—1930-х гг.
Чемпион Шотландии 1925 г.
В составе сборной Шотландии участник шахматных олимпиад 1933 и 1937 гг. (выступал на 2-й и 3-й досках соответственно). На олимпиаде 1933 г. сыграл 14 партий, из которых одну выиграл (у исландца Э. Гильфера) и одну свел вничью (с бельгийцем А. Дункельблюмом), потерпев 12 поражений: от Р. Файна (США), Л. Штейнера (Венгрия), В. М. Петрова (Латвия), Г. Штольца (Швеция), Дж. Томаса (Англия), К. Трейбала (Чехословакия), Й. Эневольдсена (Дания), П. Фридмана (Польша), И. И. Вистанецкиса (Литва), Л. Бетбедера (Франция), Э. Гласса (Австрия), А. Саккони (Италия). Из партий с олимпиады 1937 г. в базах приводятся только две: поражения от Л. Принса (Нидерланды) и Э. Лундина (Швеция).

## Спортивные результаты
| Год  | Город     | Соревнование                                 | + | −  | = | Результат | Место |
| ---- | --------- | -------------------------------------------- | - | -- | - | --------- | ----- |
| 1925 | Эдинбург  | Чемпионат Шотландии                          |   |    |   |           | 1     |
| 1933 | Фолкстон  | V Олимпиада (сборная Шотландии, 2-я доска)   | 1 | 12 | 1 | 1½ из 14  |       |
| 1937 | Стокгольм | VII Олимпиада (сборная Шотландии, 3-я доска) |   |    |   |           |       |
| 1939 | Абердин   | Чемпионат Шотландии                          | 2 | 6  | 1 | 2½ из 9   | 7—9   |